# Anatoli Markowitsch Schabotinski

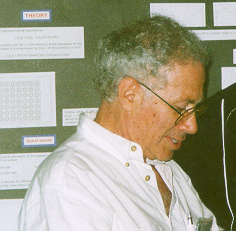
Anatoli Markowitsch Schabotinski

Anatoli Markowitsch Schabotinski (russisch Анатолий Маркович Жаботинский, wiss. Transliteration Anatolij Markovič Žabotinskij, englische Transkription Anatol M. Zhabotinsky; * 17. Januar 1938 in Moskau; † 16. September 2008) war ein sowjetischer Physiker.
Zwischen 1962 und 1973 arbeitete Schabotinski am Institut für Biologische Physik und veröffentlichte dort seine grundlegenden Arbeiten zum Thema Oszillationen und Wellenerscheinungen in chemischen Systemen. Er erklärte die von Boris Pawlowitsch Beloussow 1959 veröffentlichte oszillierende chemische Reaktion (Belousov-Zhabotinsky-Reaktion) in einer Veröffentlichung 1964 als Nichtgleichgewichtsphänomen.
Schabotinski war seit 1980 Professor am Moskauer Institut für Physik und Technologie und Leiter des Labors für mathematische Modellierung am Institut für biologische Untersuchung chemischer Verbindungen in Moskau.
Am Ende seiner Karriere arbeitete er als Adjunct Professor an der Brandeis University in der Forschungsgruppe von Irving R. Epstein über oszillierende Reaktionen.
Für die Erklärung der Belousov-Zhabotinsky-Reaktion ist er mit dem Leninpreis ausgezeichnet worden. 1990 erhielt er gemeinsam mit Stefan Müller den Max-Planck-Forschungspreis.